# Pupplinger Au
Pupplinger Au är ett kommunfritt område i Landkreis Bad Tölz-Wolfratshausen i Regierungsbezirk Oberbayern i förbundslandet Bayern i Tyskland.